# Дигитална копија
Дигитална копија је комерцијално дистрибуирана компјутерска датотека која садржи медијски производ као што је филм или музички албум. Термин супротставља ову компјутерску датотеку физичком копијом (обично DVD, Blu-Ray, Blu-Ray 3D или 4K Ultra HD Blu-Ray диск) са којом се дигитална копија обично нуди као део пакета. Дигитална копија омогућава купцу диска да набави једну копију филма на дигиталном уређају као што је лични рачунар, паметни телефон, таблет рачунар или дигитални медијски плејер и да га погледа на тим уређајима без потребе за приступом физичком медију. „Дигитална копија“ се такође обично назива „Digital HD“ (где се односи на дигиталну копију високе дефиниције или UHD).

## Карактеристике
Постоје три врсте дигиталне копије. Прва је копија направљена унапред и укључена на диск. Друга се креира динамички од самог DVD садржаја. У оба сценарија, издавач одлучује који садржај, формати, системи за управљање дигиталним правима (DRM) и технички параметри ће се користити за дигиталну копију. Системи за дигитално копирање засновани на постојећим унапред генерисаним датотекама су мање флексибилни од решења за динамичко транскодирање. Трећа врста је алфанумерички код који се налази на папиру у кутији физичке копије филма, који се укуцава и користи на онлајн порталу који омогућава купцу да преузме филм у продавници по свом избору, користећи сопствени пропусни опсег, или да га стримује преко услуге у облаку у време гледања као део дигиталног ормарића продавца где купац задржава сталан приступ дигиталној датотеци филма.
У прошлости са прва два типа, датотеке дигиталне копије засноване на постојећим датотекама су укључивале само главну аудио траку (често само стерео) и без титлова, у поређењу са вишеструким аудио записима и вишеструким опцијама титлова доступним на DVD-у и Blu-ray-у. Такође, квалитет је био ограничен брзином у битовима коришћеном за кодирање датотеке која је обично релативно ниска и није прилагођена уређају на који се преноси. Бонус функције су такође углавном биле недоступне све док онлајн продавнице филмова нису могле да их укључе као бонус датотеке уз преузимање.
Датотеке дигиталне копије засноване на решењима за транскодирање могу да користе исправан аудио запис и титл на основу локације или избора корисника и појединачно креирају дигиталну копију на основу својстава циљног уређаја (видео и аудио брзина у битовима, резолуција екрана, однос ширине и висине и употреба уређаја за гледање копија).
Најчешће су решења за дигитално копирање углавном нудила Apple iTunes датотеке са својим DRM услугама, при чему су се користили и Windows Media ca Windows Media DRM-om и FairPlay-ем, али због неуспеха последњег на тржишту, већина дигиталних копија је користила iTunes. Друга решења су такође обезбедила подршку за Sony PlayStation Portable и телефоне са функцијама који користе 3GP видео датотеке и Open Mobile Alliance DRM. Неки издавачи су ограничили своје дигиталне копије на Microsoft оперативне системе и уређаје.
Код аудио компакт дискова, првобитна намера да се дигитална копија албума буде на истом диску била је да се обесхрабри пиратерија тако што ће се дозволити само копирање верзије албума у власничком формату датотеке са управљањем дигиталним правима. Због бројних фактора, укључујући контроверзно укључивање руткита на албуме повезане са Sony Music етикетама, заједно са власничким датотекама и интерфејсом који се генерално могу лако заобићи једноставним притиском на тастер за приступ CD верзијама нумере и копирање у MP3, укључивање засебних дигиталних копија је потпуно застарело у музичкој индустрији, иако би код за преузимање дигиталне верзије компатибилне са преносивим медијским плејерима могао бити укључен за куповину албума у аналогном формату, као што је LP плоча или касета.
Да би се ограничио број бесплатних копија, диск обично долази са алфанумеричким кодом за једнократну употребу који потврђује власништво над насловом преко интернета; неке верзије концепта долазе са QR кодом који садржи код за једнократну употребу како би се омогућило да га скенира камера паметног телефона, чиме се штеди време корисника од потребе да укуца дуги код, који може да садржи хомоглифе који се могу погрешно укуцати. Често код за потврду аутентичности може имати датум истека, што чини копију неважећом ако је шифра за откуп испуњена након тог времена.   У уобичајеној пракси, већина кодова је остала доступна за откуп и након одштампаног датума истека, како би се задржала добра воља купаца и избегле жалбе на немогућност откупа кода за наслов који наставља да продаје старије залихе. Временом је ово постао преферирани метод валидације дигиталне копије у односу на укључивање дигиталне датотеке на диск у пакет.

## Пријем
Аналитичар технолошке индустрије Мајкл Гартенберг описао је иницијативу за дигитално копирање као „паметан потез“ који пружа лакшу алтернативу корисницима у поређењу са конвертовањем самих датотека помоћу софтвера као што је HandBrake. Гартенберг је био критичан према Sony-ју јер се ограничио на датотеке за PlayStation Portable које нису биле широко компатибилне са популарнијим личним медијским уређајима, као што су iOS уређаји. 
Фред фон Лохман из Фондације за електронске границе описао је шеме дигиталног копирања као „крађу ваших права на поштено коришћење и продају их назад вама по комаду“, оспоривши тврдње холивудских студија да је незаконито да купци ископају личну копију DVD-а да би их поставили на преносиви видео плејер, чак и ако поседују DVD.  Џон Хили из Лос Анђелес Тајмса је истакао да се код DVD-eва од потрошача тражило да плате више за коришћење које су раније имали без додатних трошкова за CD-ове и касете. 
Стивен Ј. Воген-Николс из ComputerWorld.com-a описује дигиталну копију као „бесмислицу, функцију која уопште није карактеристика“. Он то критикује као покушај индустрије да заслади DRM, жалећи се да би гледаоци требало да могу да гледају филм који су купили на било ком уређају који желе и да би медијске компаније требало да промене своје пословне планове како би задовољиле легитимне потребе својих купаца. 